# San Raffaele Basket 2007-2008
Roster San Raffaele Basket 2007-08 - Serie A1
| Num.       | Giocatrice            | Naz.                  |
|            | Doneeka Hodges        |                       |
|            | Francesca Di Battista | Italia (bandiera)     |
|            | Lisa Carroll          | Svezia (bandiera)     |
|            | Sabrina Cinili        | Italia (bandiera)     |
|            | Jana Lichnerová       | Slovacchia (bandiera) |
|            | Clarisse Machanguana  | Mozambico (bandiera)  |
|            | Federica Federici     | Italia (bandiera)     |
|            | Selene Scimitani      | Italia (bandiera)     |
|            | Thais Mendes da Silva | Brasile (bandiera)    |
|            | Claudia Gattini       | Italia (bandiera)     |
|            |                       |                       |
|            |                       |                       |
|            |                       |                       |
| Allenatore | Massimo Bernardini    | Italia (bandiera)     |

## Altri Collegamenti
- Roster su Lega Pallacanestro Femminile, su legabasketfemminile.it.